# Yes
Yes (транскр.  Јес) је енглеска рок група основана у Лондону 1968. године. Чланови групе су се често смењивали и чак 19 различитих музичара је било у званичној постави групе. Тренутни чланови групе су Стив Хау, Алан Вајт, Џеф Даунс, Били Шервуд и Џон Дејвисон, док су од бивших чланова најзапаженији једни од оснивача Џон Андерсон и Крис Сквајер. Иако су свирали различите жанрове, најпознатији су по извођењу прогресивне рок музике.
Албум 90125 из 1983. био је њихов најуспешнији посебно због песме Owner of a Lonely Heart. Продали су више од 13 милиона сертификованих албума од стране RIAA. Године 1985. године добили су награду Греми за најбољи рок инструментални наступ. У априлу 2017. године су уврштени у Дворану славних рокенрола.

## Чланови
Тренутни чланови
- Стив Хау — гитара, пратећи вокали (1970—1981, 1990—1992, 1995—данас)
- Алан Вајт — бубњеви, перкусије, пратећи вокали, клавир (1972—1981, 1983—данас)
- Џеф Даунс — клавијатура, пратећи вокали (1980—1981, 2011—данас)
- Били Шервуд — бас гитара (2015—данас), пратећи вокали (1997—2000, 2015—данас), гитара (1997—2000), клавијатура (1997—1998)
- Џон Дејвисон — главни вокали, акустична гитара, перкусије, клавијатура (2012—данас)

## Дискографија
Студијски албуми
- Yes (1969)
- Time and a Word (1970)
- The Yes Album (1971)
- Fragile (1971)
- Close to the Edge (1972)
- Tales from Topographic Oceans (1973)
- Relayer (1974)
- Going for the One (1977)
- Tormato (1978)
- Drama (1980)
- 90125 (1983)
- Big Generator (1987)
- Union (1991)
- Talk (1994)
- Keys to Ascension (1996)
- Keys to Ascension 2 (1997)
- Open Your Eyes (1997)
- The Ladder (1999)
- Magnification (2001)
- Fly from Here (2011)
- Heaven & Earth (2014)
- The Quest (2021)
- Mirror to the Sky (2023)